# Hercé

Hercé este o comună în departamentul Mayenne, Franța. În 2009 avea o populație de 319 de locuitori.